# Nemesszalók
Nemesszalók è un comune dell'Ungheria di 1.007 abitanti (dati 2001). È situato nella contea di Veszprém.